# Vachellia tortilis
Акація зонтична (Vachellia tortilis) — вид рослин родини мімозові (Mimosoideae).

## Класифікація
Рослину тривалий час відносили до роду Acacia, проте за останньою системою APG III її зачислили до роду Vachellia.

## Будова
Акація зонтична — є одним із найпримітніших символів африканських саван. Листяне дерево до 15 м, що скидає листя в посушливу пору року. Гілля усіяне двома типами колючок — парними, довгими і прямими; та одиничними, короткими і гачкоподібними. Не зважаючи на такий захист — листя слугує їжею для жираф. Листя двічіперисте складається з численних дрібних листочків. Волоті з дрібних кулястих головок крихітних бежевих квіток з'являються на акації влітку і з часом перетворюються на скручені боби.

## Поширення та середовище існування
Росте в Африці на південь від Сахари, Аравійському півострові, Південно-Західній Азії. Зустрічається у саванах та заростях чагарників на рівнинах і в руслах пересохлих річок, здебільшого на глинястих ґрунтах.

## Практичне застосування
В Індії це дерево, що швидко росте, використовують для боротьби з ерозією ґрунтів, а деревину використовують на дрова.

## Галерея

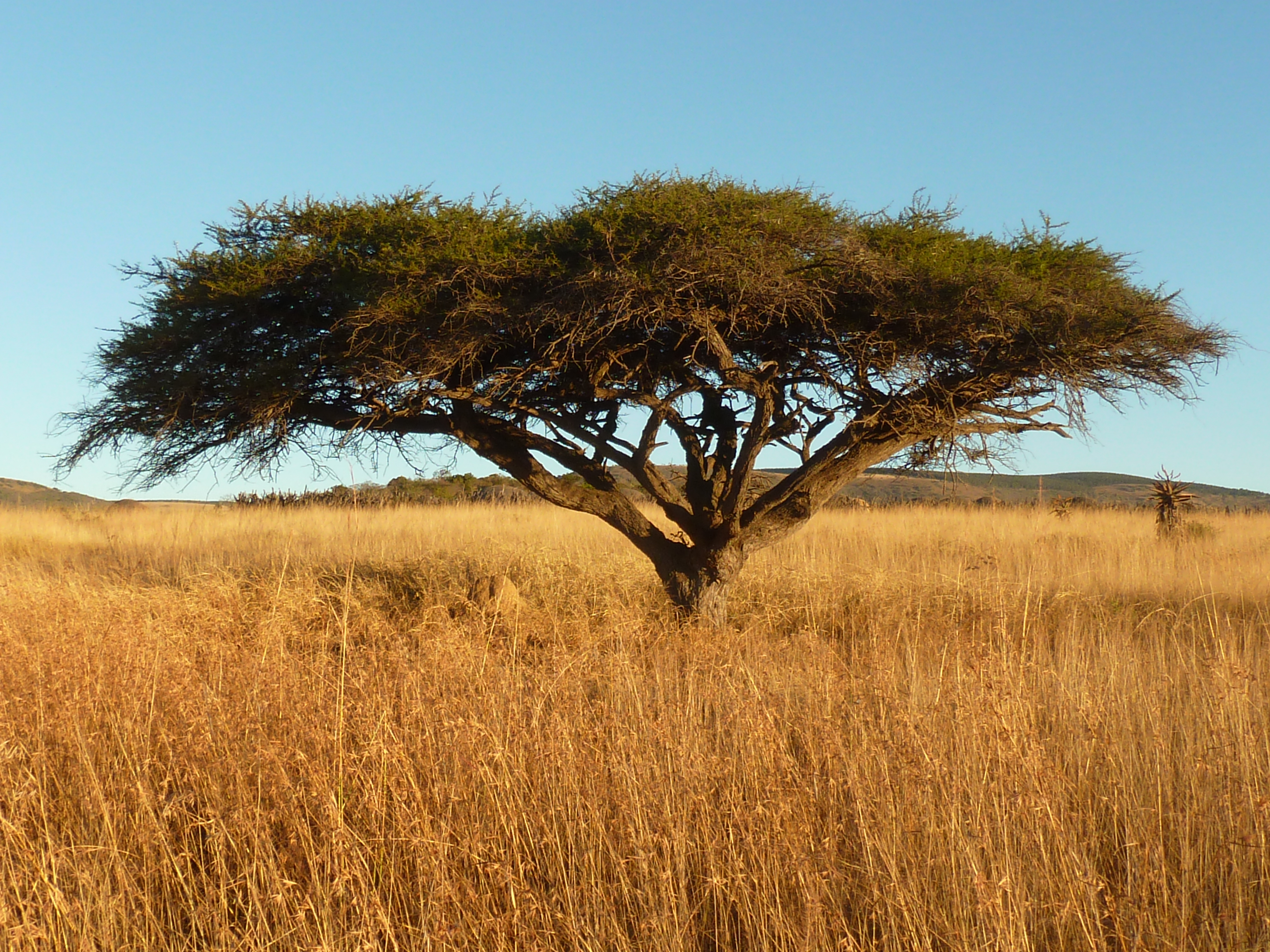
Рослина в ПАР
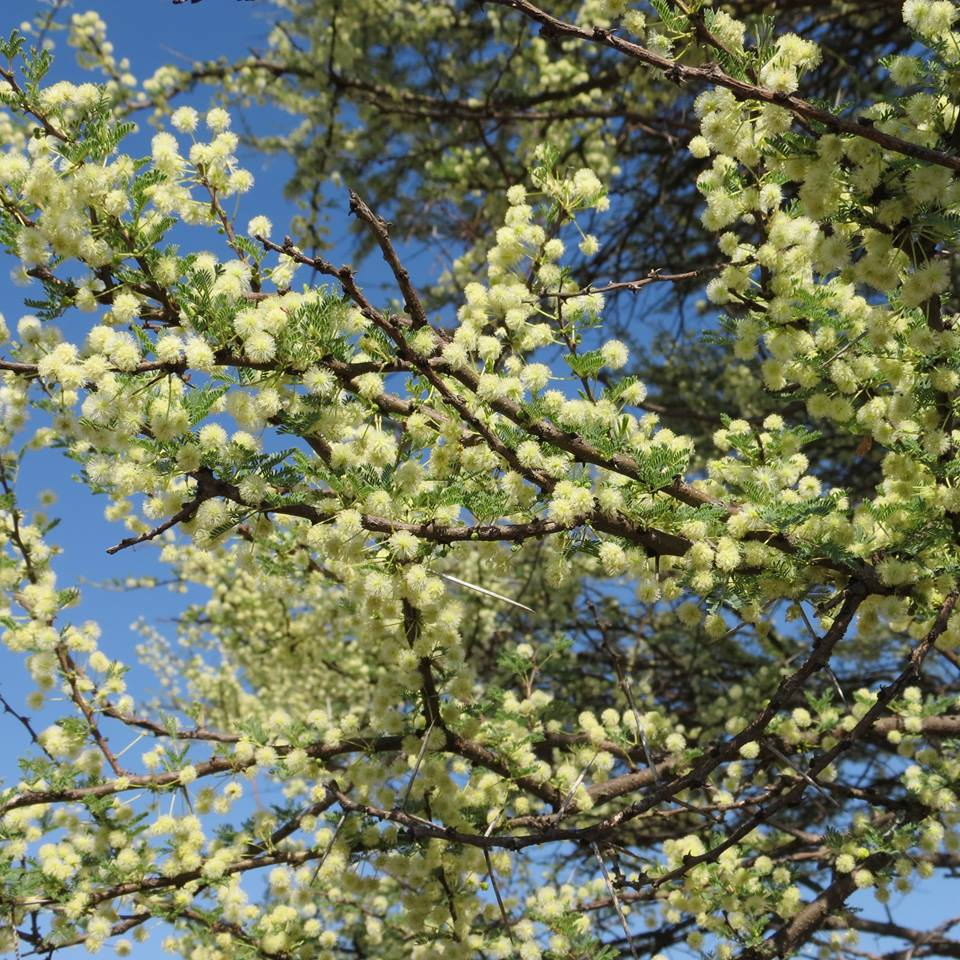
Квіти
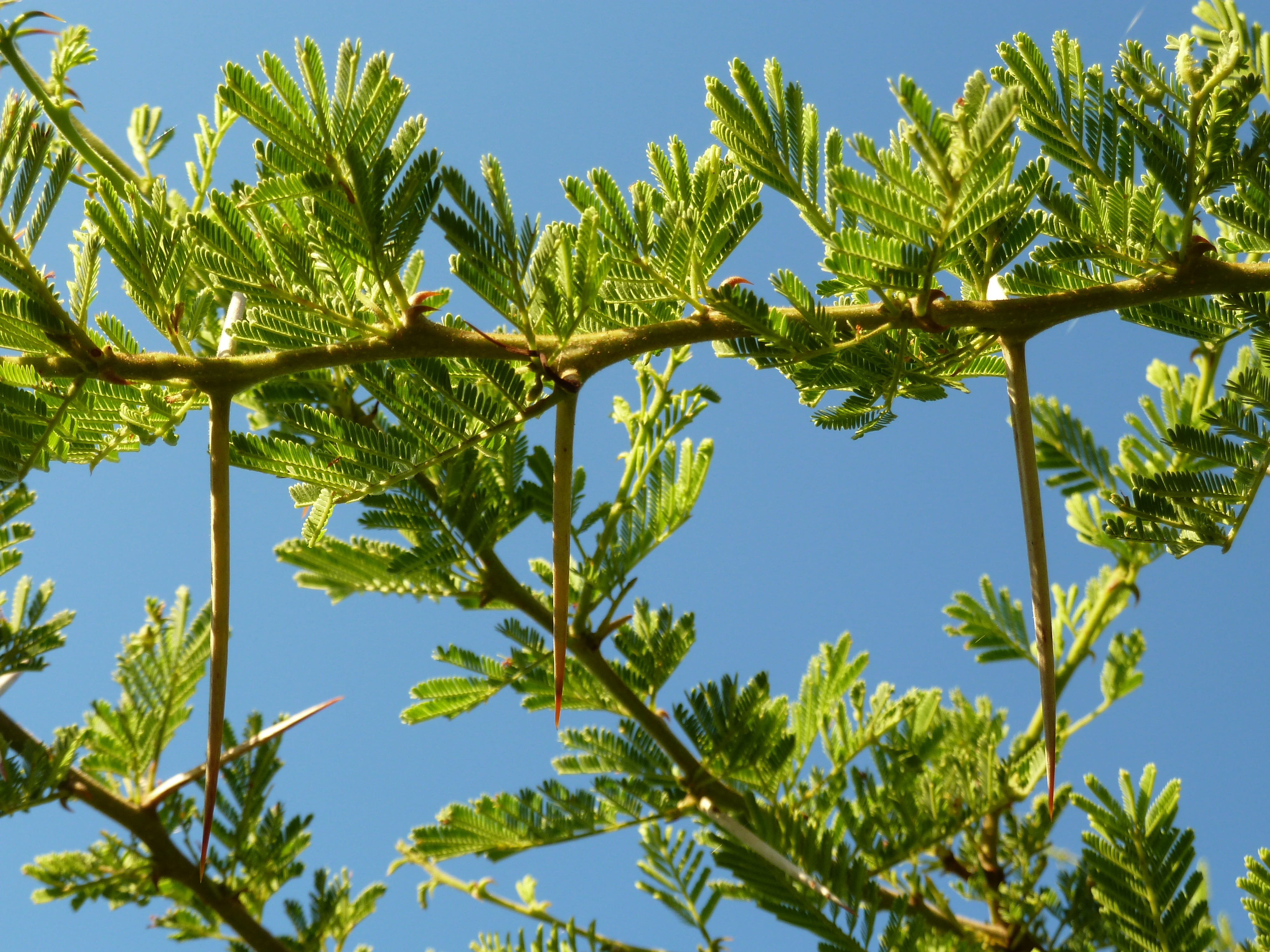
Два типу колючок
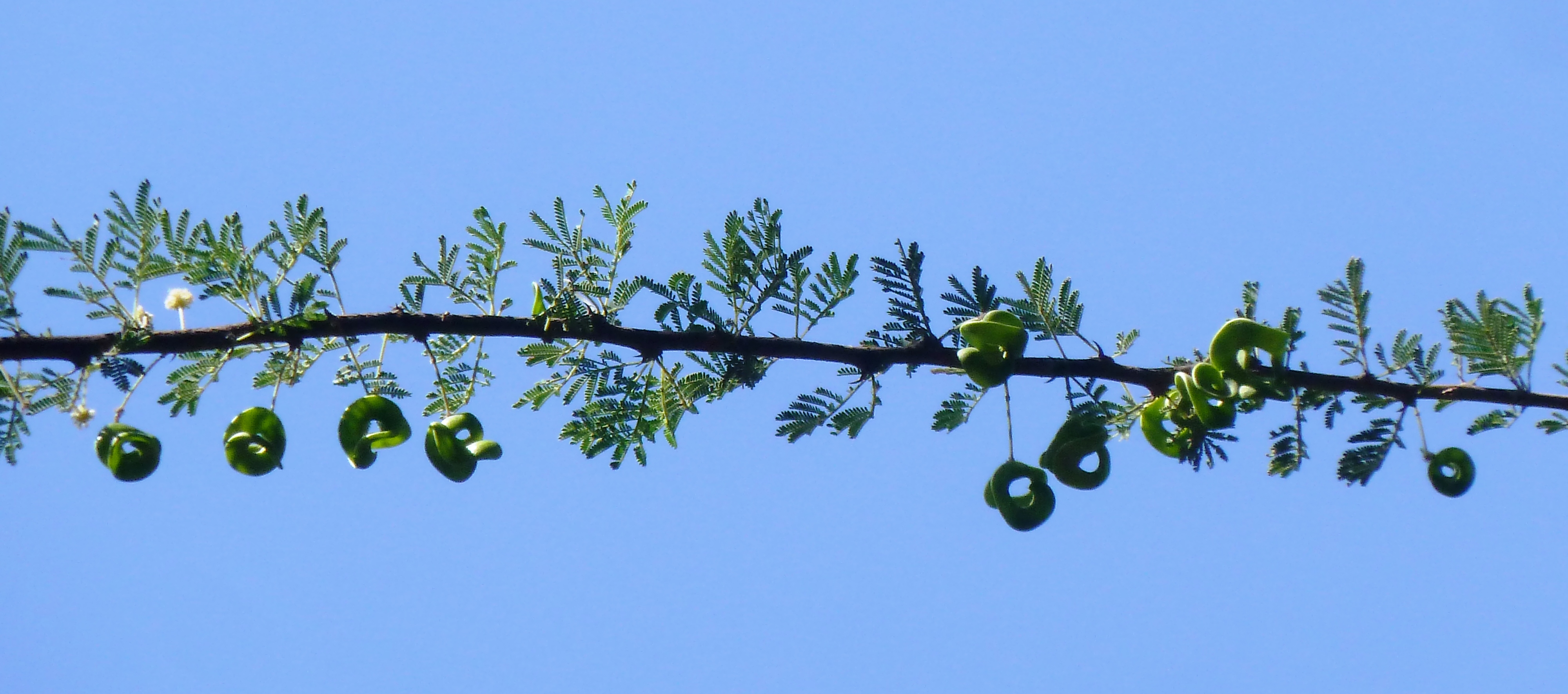
Скручені боби